# سارة موريس
سارة موريس (بالإنجليزية: Sarah Jane Morris)‏ (و. 1977 – م) هي ممثلة، وممثلة أفلام، وممثلة تلفزيونية، من الولايات المتحدة الأمريكية، ولدت في ممفيس، تينيسي.

## التعليم
تعلمت في جامعة ساوثرن ميثوديست.

## وصلات خارجية
- سارة موريس على موقع IMDb (الإنجليزية)
- سارة موريس على موقع ألو سيني (الفرنسية)
- سارة موريس على موقع أول موفي (الإنجليزية)
- سارة موريس على موقع قاعدة بيانات الأفلام السويدية (السويدية)
- سارة موريس على موقع قاعدة بيانات الفيلم (الإنجليزية)
- سارة موريس على موقع كينوبويسك (الروسية)